# Rhopophilus
Genre
Rhopophilus est un genre de passereaux de la famille des Paradoxornithidae.

## Répartition
Les oiseaux du genre Rhopophilus se rencontrent en Chine et en Corée du Nord.

## Liste des espèces
Selon la classification de référence du Congrès ornithologique international (19 juin 2024) :
- Rhopophilus pekinensis (Swinhoe, 1868) – Rhopophile de Pékin
- Rhopophilus albosuperciliaris (Hume, 1871) – Rhopophile du Tarim

## Classification
Le nom valide complet (avec auteur) de ce taxon est Rhopophilus Giglioli & Salvadori, 1870,.

### Étymologie
Le nom générique, Rhopophilus, dérive du grec ancien ῤὡψ, rhopos, « fourré » et φίλος, phílos, « qui aime ».

### Publication originale
- (en) Henry Hillyer Giglioli et Thomas Salvadori, « On some other new and little-known Birds, collected during the Voyage round the World in 1865-68 of H.I.M.'s S. Magenta », Ibis, Wiley-Blackwell, vol. 6,‎ 1870, p. 185-187 (ISSN 1474-919X et 0019-1019, lire en ligne).